# Jean-Jacques Schuhl
Jean-Jacques Schuhl, nacido el 9 de octubre de 1941 en Marsella, es un escritor francés. Ganó el premio Goncourt en 2000 por su novela Ingrid Caven.

## Biografía
En la década de 1970 publicó dos novelas con Gallimard, Rose Poussière y Télex n° 1, con muy poca resonancia. En el año 2000 se dio a conocer al gran público por su tercer libro, Ingrid Caven, ganador del premio Goncourt.
Para escribir Télex nº1, Schuhl se inspiró en el arte del montaje cinematográfico y la hipnosis de Werner Schroeter y particularmente en la película Neurasia, de este director.
La novela Ingrid Caven está inspirada en la vida de la actriz y cantante alemana de este nombre, Ingrid Caven, que fue su compañera. 
Su cuarta novela, Entrée des fantômes, publicada en enero de 2010 está inspirada en el cine. para su primera parte, Schuhl dice haber visto ocho veces la película Lost Highway, de David Lynch, mientras la redactaba, y para la segunda, haber visto películas expresionistas alemanas como El gabinete del doctor Caligari (1920), de Robert Wiene, Phantom (El nuevo Fantomas) (1922), de Friedrich Wilhelm Murnau, y leído Les Mains d'Orlac, del escritor francés Maurice Renard.

## Obra

### Novelas
- Rose Poussière, París, Gallimard, col. «Le Chemin», 136 págs, 1972
- Télex n° 1, París, Gallimard, col. «Le Chemin», 184 págs, 1976
- Ingrid Caven : novela, París, Gallimard, col. « L'Infini », 304 págs, 2000 (una versión aumentada apareció en bolsillo en 2002). En castellano, Ingrid Caven, Seix Barral, 2001.
- Entrée des fantômes, París, Gallimard, col. «L'Infini», 152 págs, 2010
- Reedición de Télex n°1, París, Gallimard, col. «Imaginaire»,184 págs, 2013

### Relatos
Obsessions, París, Gallimard, «L'Infini», 2014

### Artículos
- http://www.liberation.fr/cahier-special/2005/09/06/silver-phantom_531384 («Silver phantom», Libération, 6 de septiembre de 2005)
- http://www.liberation.fr/culture/2006/07/12/jlg-rapports-secrets_45888 («JLG, rapports secrets», Libération, 12 de julio de 2006)
- http://next.liberation.fr/cinema/2006/12/13/jean-eustache-aimait-le-rien_60051 («Jean Eustache aimait le rien», Libération, 13 de diciembre de 2006)